# Herbert Hentschke
Herbert Hentschke (ur. 20 grudnia 1919 w Oberseifersdorfie, zm. 28 października 1991) – niemiecki działacz komunistyczny, generał major Stasi.

## Życiorys
Skończył szkołę ludową, w młodości związał się z ruchem komunistycznym, wykonywał zadania KPD. W 1934 wraz z ojcem wyemigrował do Czechosłowacji, potem do ZSRR, pracował jako ślusarz w fabryce w Moskwie. W sierpniu 1937 w czasie wielkiego terroru został aresztowany przez NKWD, w marcu 1938 wypuszczony, wrócił do fabryki, 1942-1943 uczył się w specjalnej szkole Kominternu w Kusznareknkowie k. Ufy. W 1944 przerzucono go na tyły Wehrmachtu, do obwodu grodzieńskiego i baranowickiego w składzie grupy dywersyjno-wywiadowczej GRU Armii Czerwonej dowodzonej przez porucznika I. Kolosa. W 1945 w składzie grupy inicjatywnej niemieckich komunistów pod kierownictwem Gustava Sobotki wrócił do Niemiec, po czym został wyznaczony instruktorem komitetu KPD w Meklemburgii, krótko pracował w radzie miejskiej w Schwerinie, w 1946 został referentem i potem głównym referentem KC KPD/SED. Od 1950 pracował w organach policji, następnie wywiadu i Stasi, od listopada 1955 do stycznia 1959 był szefem Głównego Wydziału I Głównego Wydziału XV/Głównego Zarządu Wywiadowczego Stasi NRD. Od stycznia 1959 do 1963 był zastępcą szefa Głównego Zarządu Zakupów, Dostaw i Obsługi Stasi NRD, jednocześnie od lipca 1960 do stycznia 1970 był szefem Sektora Operacyjno-Technicznego Stasi NRD, 1965-1966 uczył się w Wyższej Szkole Partyjnej przy KC KPZR w Moskwie, 1966-1968 eksternistycznie studiował w Wyższej Szkole Prawniczej w Poczdamie. Od września 1968 do kwietnia 1969 pozostawał w dyspozycji I wiceministra bezpieczeństwa państwowego NRD Bruno Beatera, od 1966 do września 1970 kierował rejonową radą Towarzystwa Przyjaźni Niemiecko-Radzieckiej w Stasi NRD, 1971-1975 był oficerem łączności Ministerstwa Bezpieczeństwa Państwowego NRD na Kubie, później pracował w zarządzie Stasi w przedsiębiorstwie "Wismut", od maja 1975 do 1981 jako szef. W 1980 otrzymał stopień generała majora, w 1981 przeszedł na emeryturę.